# Mohnish Pabrai
Mohnish Pabrai es un empresario, inversor y filántropo indio-estadounidense. Nació en Bombay (hoy Mumbai), India, el 12 de junio de 1964. Es fundador y socio gerente de Pabrai Investment Funds, una firma de inversión enfocada en el valor, que gestiona más de mil millones de dólares en activos. 

## Carrera
Pabrai trabajó con Tellabs entre 1986 y 1991, primero en su grupo de redes de datos de alta velocidad, y luego, en 1989, se unió a su subsidiaria internacional, trabajando en marketing y ventas internacionales. 
En 1991, fundó la empresa de consultoría de TI e integración de sistemas TransTech, Inc., utilizando alrededor de 30.000 USD de su cuenta 401(k) y 70.000 USD en deuda de tarjeta de crédito. En el año 2000, vendió la compañía a Kurt Salmon Associates por 20 millones de dólares.Actualmente, es socio gerente de Pabrai Investment Funds, una familia de fondos de cobertura inspirados en las Buffett Partnerships, que fundó en 1999.

## Libros
Pabrai tiene un gran respeto por Warren Buffett y ha dicho que su estilo de inversión es un "clon" del de Buffett y otros inversores de valor. Ha escrito un libro sobre su estilo de inversión: El inversor Dhandho: el método de valor de bajo riesgo para altos rendimientos.  En junio de 2007, fue noticia al ofertar 650.100 dólares junto con Guy Spier por un almuerzo benéfico con Buffett. 
Otro libro de Pabrai, Mosaic: Perspectives on Investing, presenta un resumen del método de inversión de Warren Buffett en varios principios esenciales. Estos principios se desarrollan en una serie de artículos que Pabrai escribió entre 2001 y 2003 para distintos boletines y sitios web, y que el libro recoge en orden cronológico inverso.
El enfoque de Pabrai sobre la vida se explora ampliamente en el libro de Guy Spier, The Education of a Value Investor, especialmente en un capítulo titulado "Doing Business the Buffett-Pabrai Way" (Hacer negocios al estilo Buffett-Pabrai). 

## Fundación Dakshana
En 2005, Pabrai y su entonces esposa, Harina Kapoor, iniciaron la Fundación Dakshana (una ofrenda o regalo, generalmente a un gurú o sacerdote) con el objetivo de reciclar la mayor parte de su riqueza para la sociedad.  Su punto de partida es devolver aproximadamente el 2%, o un millón de dólares estadounidenses, cada año.  El objetivo principal fue mitigar la pobreza en la India. La estrategia elegida consistió en proporcionar servicios de tutoría a algunos de los miembros más desfavorecidos de la sociedad india, permitiéndoles acceder a instituciones de educación superior de élite.  Pabrai atribuye a Anand Kumar, el fundador de la Escuela de Matemáticas Ramanujan  (también conocida como Super 30), el origen de la idea.

## Historia familiar
El padre de Pabrai fundó, llevó a la quiebra o vendió 15 empresas.  El abuelo de Pabrai fue el famoso mago Gogia Pasha. 